# Persone di nome Óscar
| Questa pagina contiene informazioni ricavate automaticamente dalle voci biografiche con l'ausilio del template Bio e di un bot. L'aggiornamento è periodico e automatico e ricostruisce completamente la pagina. Se manca una persona in questa lista, sei pregato di non aggiungerla, ma accertati piuttosto che la sua voce biografica contenga il template Bio e che i dati anagrafici siano correttamente compilati. Se il template Bio manca, inseriscilo tu stesso o, in alternativa, metti l'avviso {{tmp\|Bio}} che ne segnala la mancanza. Se i dati riportati sono sbagliati, correggi direttamente la voce biografica; le modifiche saranno visibili in questa lista entro pochi giorni. Per chiarimenti vedi il progetto antroponimi. La lista contiene solo le 196 persone che sono citate nell'enciclopedia e per le quali è stato implementato correttamente il template Bio. Pagina aggiornata al 16 ott 2024. |

Questa è una lista di persone presenti nell'enciclopedia che hanno il prenome Óscar, suddivise per attività principale.

## Allenatori di calcio(8)
- Óscar Álvarez, allenatore di calcio e ex calciatore spagnolo (Barcellona, n. 1977)
- Óscar García Junyent, allenatore di calcio e ex calciatore spagnolo (Sabadell, n. 1973)
- Óscar Ibáñez, allenatore di calcio e ex calciatore argentino (Presidencia Roque Sáenz Peña, n. 1967)
- Óscar López Hernández, allenatore di calcio e ex calciatore spagnolo (Cerdanyola del Vallès, n. 1980)
- Óscar Pareja, allenatore di calcio e ex calciatore colombiano (Medellín, n. 1968)
- Óscar de Paula, allenatore di calcio e ex calciatore spagnolo (Durango, n. 1975)
- Oscar Ramírez, allenatore di calcio e ex calciatore costaricano (Cantone di Belén, n. 1964)
- David Suazo, allenatore di calcio e ex calciatore honduregno (San Pedro Sula, n. 1979)

## Allenatori di calcio a 5(1)
- Óscar Redondo, allenatore di calcio a 5 e ex giocatore di calcio a 5 spagnolo (Santa Coloma de Gramenet, n. 1974)

## Allenatori di pallacanestro(1)
- Óscar Quintana, allenatore di pallacanestro spagnolo (Torrelavega, n. 1967)

## Allenatori di tennis(1)
- Óscar Hernández, allenatore di tennis e ex tennista spagnolo (Barcellona, n. 1978)

## Arbitri di calcio(1)
- Óscar Ruiz, ex arbitro di calcio colombiano (Villavicencio, n. 1969)

## Architetti(1)
- Óscar Tusquets, architetto, pittore e designer spagnolo (Barcellona, n. 1941)

## Arcivescovi cattolici(4)
- Óscar Roberto Domínguez Couttolenc, arcivescovo cattolico messicano (Puebla de Zaragoza, n. 1956)
- Óscar Romero, arcivescovo cattolico salvadoregno (Ciudad Barrios, n. 1917 - San Salvador, † 1980)
- Óscar Urbina Ortega, arcivescovo cattolico colombiano (Arboledas, n. 1947)
- Óscar Julio Vian Morales, arcivescovo cattolico guatemalteco (Città del Guatemala, n. 1947 - Città del Guatemala, † 2018)

## Attori(3)
- Óscar Casas, attore spagnolo (Barcellona, n. 1998)
- Óscar Jaenada, attore spagnolo (Esplugues de Llobregat, n. 1975)
- Oscar Sinela, attore spagnolo (Siviglia, n. 1988)

## Canoisti(1)
- Óscar Carrera, canoista spagnolo (Tui, n. 1991)

## Cantanti(3)
- Óscar Avilés, cantante, chitarrista e compositore peruviano (Callao, n. 1924 - Lima, † 2014)
- Óscar Chávez, cantante e attore messicano (Città del Messico, n. 1935 - Città del Messico, † 2020)
- Óscar Maydon, cantante messicano (Mexicali, n. 1999)

## Cardinali(1)
- Óscar Rodríguez Maradiaga, cardinale e arcivescovo cattolico honduregno (Tegucigalpa, n. 1942)

## Cavalieri(1)
- Óscar Cristi, cavaliere cileno (n. 1916 - † 1965)

## Cestisti(17)
- Óscar Alvarado, cestista spagnolo (Santa Brígida, n. 1991)
- Óscar Asiáin, cestista messicano (Chihuahua, n. 1949 - Chihuahua, † 2017)
- Óscar Benalcázar, ex cestista peruviano (Lima, n. 1942)
- Óscar Bogarín, ex cestista paraguaiano (Caazapá, n. 1936)
- Óscar Castellanos, ex cestista e allenatore di pallacanestro messicano (Guadalajara, n. 1968)
- Óscar Cervantes, ex cestista spagnolo (Barcellona, n. 1969)
- Óscar Chiaramello, ex cestista argentino (Freyre, n. 1972)
- Óscar Furlong, cestista, tennista e allenatore di tennis argentino (Buenos Aires, n. 1927 - † 2018)
- Óscar Gugliotta, ex cestista dominicano (Santo Domingo, n. 1982)
- Óscar Moglia, cestista uruguaiano (Montevideo, n. 1935 - † 1989)
- Óscar Moglia de Pazos, ex cestista uruguaiano (Montevideo, n. 1965)
- Óscar Pérez Cattáneo, cestista argentino (n. 1922 - † 2002)
- Óscar Rodríguez Bonache, ex cestista spagnolo (Madrid, n. 1974)
- Óscar Sevilla Rosas, ex cestista peruviano (n. 1942)
- Óscar Torres Martínez, ex cestista venezuelano (Caracas, n. 1976)
- Óscar Varona, ex cestista cubano (Camagüey, n. 1949)
- Óscar Yebra, ex cestista spagnolo (León, n. 1974)

## Ciclisti su strada(7)
- Óscar Cabedo, ciclista su strada spagnolo (Onda, n. 1994)
- Óscar Freire, ex ciclista su strada spagnolo (Torrelavega, n. 1976)
- Óscar Laguna, ex ciclista su strada spagnolo (Puig-reig, n. 1978)
- Óscar Pelegrí, ciclista su strada e pistard spagnolo (Castellón de la Plana, n. 1994)
- Óscar Pereiro, ex ciclista su strada spagnolo (Pontevedra, n. 1977)
- Óscar Rodríguez, ciclista su strada spagnolo (Burlada, n. 1995)
- Óscar Sevilla, ciclista su strada spagnolo (Albacete, n. 1976)

## Compositori(1)
- Óscar Esplá, compositore spagnolo (Alicante, n. 1886 - Madrid, † 1976)

## Dirigenti sportivi(1)
- Óscar de Jesús Vargas, dirigente sportivo e ex ciclista su strada colombiano (Urrao, n. 1964)

## Economisti(1)
- Óscar Espinosa Chepe, economista cubano (Cienfuegos, n. 1940 - Cienfuegos, † 2013)

## Giocatori di beach soccer(1)
- Oscar Reyes, giocatore di beach soccer messicano (Zamora de Hidalgo, n. 1990)

## Giocatori di calcio a 5(4)
- Óscar Basualdo, ex giocatore di calcio a 5 e allenatore di calcio a 5 paraguaiano
- Óscar Fernández, giocatore di calcio a 5 venezuelano (n. 1998)
- Óscar Iglesias, giocatore di calcio a 5 spagnolo (Lugo, n. 1989)
- Óscar Velázquez, giocatore di calcio a 5 paraguaiano (Asunción, n. 1984)

## Judoka(1)
- Óscar Brayson, judoka cubano (Camagüey, n. 1985)

## Lottatori(1)
- Óscar Pino, lottatore cubano (n. 1993)

## Medici(1)
- Óscar Elías Biscet, medico cubano (L'Avana, n. 1961)

## Militari(1)
- Óscar Osorio, militare e politico salvadoregno (Sonsonate, n. 1910 - Houston, † 1969)

## Pallanuotisti(1)
- Óscar Cabral, pallanuotista portoghese (Oeiras, n. 1921)

## Pallavolisti(1)
- Óscar Aguirre, pallavolista messicano (San Nicolás de los Garza, n. 1990)

## Pentatleti(1)
- Óscar Soto, pentatleta messicano (Città del Messico, n. 1983)

## Piloti automobilistici(2)
- Óscar Gálvez, pilota automobilistico argentino (Buenos Aires, n. 1913 - Palermo, † 1989)
- Óscar González, pilota automobilistico uruguaiano (Montevideo, n. 1923 - Montevideo, † 2006)

## Piloti motociclistici(1)
- Óscar Gutiérrez, pilota motociclistico spagnolo (Santa Maria de Palautordera, n. 1999)

## Pittori(1)
- Óscar Domínguez, pittore spagnolo (San Cristóbal de La Laguna, n. 1906 - Parigi, † 1957)

## Poeti(1)
- Óscar Hahn, poeta, saggista e critico letterario cileno (Iquique, n. 1938)

## Politici(8)
- Óscar Arias Sánchez, politico costaricano (Heredia, n. 1940)
- Óscar R. Benavides, politico e generale peruviano (Lima, n. 1876 - Lima, † 1945)
- Óscar Berger, politico guatemalteco (Città del Guatemala, n. 1946)
- Nicanor Duarte Frutos, politico paraguaiano (Coronel Oviedo, n. 1956)
- Óscar Figuera, politico e sindacalista venezuelano (Tucupita, n. 1954)
- Óscar Diego Gestido, politico uruguaiano (Montevideo, n. 1901 - Montevideo, † 1967)
- Óscar Andrés López Arias, politico costaricano (San José, n. 1970)
- Óscar Humberto Mejía Victores, politico e generale guatemalteco (Città del Guatemala, n. 1930 - Città del Guatemala, † 2016)

## Pugili(2)
- Óscar Valdez, pugile messicano (Nogales, n. 1990)
- Óscar de la Hoya, pugile e dirigente sportivo statunitense (Los Angeles, n. 1973)

## Registi(2)
- Óscar Godoy, regista e sceneggiatore cileno (Valparaíso, n. 1967)
- Óscar Parra de Carrizosa, regista cinematografico, sceneggiatore e scrittore spagnolo

## Scrittori(2)
- Óscar Esquivias, scrittore spagnolo (Burgos, n. 1972)
- Óscar Torres, scrittore, sceneggiatore e produttore cinematografico salvadoregno (Cuscatancingo, n. 1971)

## Stilisti(1)
- Oscar de la Renta, stilista dominicano (Santo Domingo, n. 1932 - Kent, † 2014)

## Taekwondoka(1)
- Óscar Muñoz Oviedo, taekwondoka colombiano (Valledupar, n. 1993)

## Tennisti(2)
- Óscar Martínez, ex tennista spagnolo (Valencia, n. 1974)
- Óscar Ortiz, ex tennista messicano (Città del Messico, n. 1973)

## Tuffatori(1)
- Óscar Ariza, tuffatore venezuelano (n. 1999)

## Velocisti(1)
- Óscar Husillos, velocista spagnolo (Astudillo, n. 1993)

## Wrestler(1)
- Rey Mysterio, wrestler statunitense (Chula Vista, n. 1974)